# Línea 76 (Córdoba)
La Línea 76 es una línea de transporte urbano de pasajeros de la ciudad de Córdoba, Argentina. El servicio está operado por la empresa TAMSE.
Fue inaugurado el 31 de enero de 2025. Esta línea utilizará unidades equipadas con tecnología de última generación: Norma Euro 5 y estarán monitoreadas en tiempo real desde el Observatorio de la Movilidad.

## Recorrido
Desde B° Valle escondido a Barrio Cabo Farina.
 Servicio diurno.
IDA: Av. Rep. de China – Soldado Ramón A. Cabrera – Av. Mahatma Gandhi – Av. Santiago Costamagna – Nicolás Mascardi – Esteban Pagliere – Av. Mahatma Gandhi – Av. Ejército Argentino – Retorno – Av. Ejército Argentino – Av. Colón – Av. Duarte Quirós – Juan Piñero – Domingo Zípoli – Av. Colón – Av. Gral. Paz – Av. Vélez Sarsfield – Av. Hipólito Yrigoyen – Los Nogales – Av. Enrique Barros – Bv. De la Reforma – Av. Haya de la Torre – Ing. Medina Allende – Maestro Marcelo López – Av. Cruz Roja Argentina – Belardinelli – Adrían Beccar Varela – Av. Vélez Sarsfield – Bermudas – Tenerife – Calle Pública – Hasta Cabo Farina
VUELTA: Calle Pública – Tenerife – Av. Vélez Sarsfield – José Javier Díaz – Belardinelli – Av. Cruz Roja –Maestro Marcelo López – Ing. Medina Allende – Haya de la Torre – Bv. De la Reforma – Los Nogales – Av. Concepción Arenal – Túnel Plaza España – Bv. Chacabuco – Bv. Illia – Bv. San Juan – Mariano Moreno – Rodríguez Peña – Av. Colón – Esperanto – Santa Rosa – Domingo Zípoli – Juan Piñero – Av. Duarte Quirós – Av. Colón – Av. Ejército Argentino – Av. Mahatma Gandhi – Av. Ardizone – Padre Salesianos – Av. Santiago Costamagna – Av. Mahatma Gandhi – Soldado Ramón A. Cabrera – Av. Rep. de China hasta última Rotonda.